# Transformers: Zemsta upadłych
Transformers: Zemsta upadłych (ang. Transformers: Revenge of the Fallen) – amerykański film z 2009 roku, wyreżyserowany przez Michaela Baya, z Shią LaBeoufem i Megan Fox w rolach głównych. Polska premiera odbyła się 24 czerwca 2009 roku. Jest to kontynuacja filmu Transformers z 2007 roku.
Sequelem drugiej części serii Transformers jest Transformers: Dark of the Moon, którego produkcja rozpoczęła się w maju 2010. Premiera trzeciego filmu odbyła się 1 lipca 2011 roku.
Zdjęcia rozpoczęły się w czerwcu 2008 roku. Kręcono je w następujących lokacjach: Los Angeles, San Diego, Filadelfia, Nowy Meksyk, Nowy Jork, New Jersey (Princeton), Wirginia, Arizona (Tucson), a także Paryż, Jordania (Wadi Rum, As-Salt, Petra) i Egipt (piramidy w Gizie, Luksor).
Film został negatywnie odebrany przez krytyków. Serwis Rotten Tomatoes przyznał mu wynik 19%.

## Obsada

### Ludzie
- Shia LaBeouf – Sam Witwicky
- Megan Fox – Mikaela Banes
- Josh Duhamel – kapitan Lennox
- Samantha Smith – Sarah Lennox
- Tyrese Gibson – Sierżant Epps
- John Turturro – Agent Simmons
- Kevin Dunn – Ron Witwicky
- Julie White – Judy Witwicky
- Matthew Marsden – Graham
- Michael Papajohn – Colin „Cal” Banes

### Głosy Transformerów
- Autoboty:
  - Peter Cullen – Optimus Prime
  - Mark Ryan – Bumblebee, Jetfire
  - Robert Foxworth – Ratchet
  - Jess Harnell – Ironhide
  - André Sogliuzzo – Sideswipe
  - Tom Kenny – Skids, Wheelie
  - Reno Wilson – Mudflap
  - Grey DeLisle – Arcee
- Decepticony:
  - Hugo Weaving – Megatron
  - Charlie Adler – Starscream
  - Tony Todd – Upadły
  - Frank Welker – Soundwave, Reedman, Devastator
  - Calvin Wimmer – Demolishor
  - John Di Crosta – Scalpel
  - Isabel Lucas – Alice
- Inne Transformery:
  - Michael York, Kevin Michael Richardson i Robin Atkin Downes – Prime’owie

## Postacie

### Autoboty
- Optimus Prime – Lider Autobotów z pierwszego filmu. Pozostał ze swoją ekipą na Ziemi i wezwał resztę Autobotów, pozostających w kosmosie, do przybycia na Ziemię. Transformuje się w ciężarówkę Peterbilt. Głosu użycza mu Peter Cullen. W filmie posiada nową broń – dwa miecze i dwa sierpy, podobnie jak w Transformers Armada może łączyć się z Jetfire’em. W połowie filmu ginie z ręki Megatrona, jednak przed końcową walką zostaje ożywiony.
- Bumblebee – Autobot, który zaprzyjaźnił się z Samem i Mikaelą. Był opiekunem Sama. Zamienia się w żółte Camaro z 2009 r. Jego procesor mowy został uszkodzony podczas wojny, przez co komunikuje się dzięki radiu. W drugiej części udaje że nadal nie potrafi mówić lecz w ważnych momentach mówi normalnie. W filmie udało mu się zniszczyć Ravage’a i Rampage’a.
- Ironhide – nieprzychylny ludziom specjalista od uzbrojenia Autobotów. Zmienia się w czarny GMC TopKick C4500.
- Ratchet – oficer medyczny. Zmienia się w żółto-zielony Hummer H2.
- Arcee – Autobotka transformująca się w różowy motocykl. Miała wystąpić już w pierwszej części, ale ekipa uznała, że mają za mało czasu ekranowego, by wyjaśnić obecność robota-kobiety w sensowny sposób. Zastąpił ją więc Ironhide. Jest siostrą Chromii. Wszystkie trzy Autobotki (Arcee, Chromia i Flare Up) nazywają się Siostry Arcee.
- Chromia – siostra Arcee, stara przyjaciółka Ironhide'a. Jej alt-mode to niebieski motocykl.
- Flare Up – trzecia Autobotka w filmie, jej alt-mode to fioletowy motocykl. Przez długi czas jej imię było nieznane. Świat dowiedział się, że brzmi Flare Up podczas prezentacji nowej zabawki rzekomej Autobotki w wersji Deluxe.
- „Bliźniaki” – dwa bliźniacze roboty. W Chevrolet Beat Transformuje się Skids, a w Chevrolet Trax Mudflap. Mudflap jest energicznym, hiperaktywnym Autobotem, natomiast Skids stara się zgrywać mądrzejszego i doroślejszego, ale nie zawsze mu to wychodzi. Mają przerośnięte pięści (Skids – prawą, Mudflap – lewą), gdyż na Cybertronie służyli za partnerów w walkach treningowych. Przedtem transformowali się w wóz z lodami. Nie wiadomo co się z nimi stało, gdy skończyli walkę z Devastatorem. Mudflap niechcący strzelił Skidsowi w twarz, ale niegroźnie, za to odpadł mu złoty ząb.
- Sideswipe – Autobot zmieniający się w Chevrolet Corvette Stingray Concept. Ma koła zamiast stóp, jego broń to dwa ostrza na rękach. Zabijając Sidewaysa powiedział: „Cholera, dobry jestem”.
- Jetfire – transformujący się w Lockheed SR-71 Blackbird. Na początku był Decepticonem, lecz nienawiść panujące w tej frakcji sprawiła, że przeszedł na stronę Autobotów. Jest stary i odniósł wiele ran w czasie wojny Autobotów z Decepticonami. Jest mocno wybuchowy. Podwozia swojego trybu pojazdu używa jako laski do podpierania się. Jest szybki i zwrotny w powietrzu, ale powolny na ziemi. Postanawia oddać swoje części Optimusowi, by pokonać Upadłego, po czym wyrywa swoją iskrę.
- Jolt – Autobot, którego alt-mode to niebieski Chevrolet Volt. Często pakuje się w kłopoty, jest impulsywny i chaotyczny. Jego broń to dwa elektryczne bicze. Połączył części Jetfire'a z Optimusem.
- Wheelie – Autobot zmieniający się w zdalnie sterowany samochód-zabawkę; to on pierwszy odkrywa, że samolot Lockheed SR-71 Blackbird w muzeum to Jetfire. Służył Decepticonom, bo się ich bał. Potem Mikaela zaczęła go „oswajać” i przeszedł na stronę Autobotów.

### Decepticony
- Megatron – lider Decepticonów, zabity i wrzucony do Głębi Lauretańskiej na Oceanie Indyjskim. Został wskrzeszony przez Constructicony i teraz przemienia się w Cybertroński czołg. (Autorzy uznali, że tak arogancka postać jak on nie musi się ukrywać, więc nie ma ziemskiej postaci). Udało mu się zabić Optimusa, który jednak został później wskrzeszony. Pod koniec filmu uciekł ze Starscreamem. Z rąk Optimusa (Optimus strzelił jego bronią w jego głowę i pozbawił go ręki) doznał ciężkich obrażeń.
- Starscream – zdradziecki dowódca powietrzny opuścił Ziemię pod koniec 1. części, aby wezwać na Ziemię wszystkie Decepticony. Zamienia się w F-22 Raptor. Jak twierdzi Chris Mowry, „jego motywacją jest przetrwanie gatunku. (...) Wierzy, że [Megatron i Optimus] są przesiąknięci zawiścią, przez swoje własne, samolubne pobudki, ale wkrótce odkrywa, że (...) ta sama zawiść zaczyna przejmować także jego”. W trakcie filmu, stracił rękę, którą odciął mu Optimus Prime (Starscream jednak reperuje swoje ciało). Pod koniec filmu namawia ciężko rannego Megatrona do wspólnej ucieczki po przegranej bitwie na Ziemi („Nie chce nazywać Cię tchórzem panie, ale tchórze czasami przeżywają”).
- Demolishor – choć potężny, jest tchórzliwy, gdy nie ma dowódcy wydającego rozkazy. Ukrywał się w Szanghaju wraz z małą grupą Decepticonów. Gdy odkryli ich ludzie i Autoboty, Demolishor zaatakował żołnierzy, a potem zmierzył się z Optimusem w mieście. Walkę tę przegrał i po ostatniej groźbie o powrocie Upadłego został zastrzelony przez Optimusa. Zmienia się w Terex O&K RH 400, największą koparkę świata. Nie ma nóg – porusza się na kołach utworzonych z gąsienic.
- Grindor – transformujący się w helikopter Sikorsky MH-53 Pave Lov. Zostaje zabity przez Optimusa, który rozrywa jego głowę na pół. Wcześniej przetransportował Sama, Mikaele i Leo do fabryki. Wygląda zupełnie jak Blackout w pierwszej części, ale nim nie jest – Blackout zginął w pierwszej części.
- Scorponok – transformer-zwierzę, partner Blackouta zmieniający się w mechanicznego skorpiona. W pierwszej części, w której stracił ogon, uciekł i przeżył, odzyskując utraconą część ciała. W pierwszej części jest srebrno-piaskowy, w drugiej czarny. W końcowej bitwie zostaje zgnieciony przez Jetfire'a, wcześniej poważnie zraniwszy go.
- Sideways – Decepticon transformujący się w Audi R8. Zabity przez Sideswipe'a podczas akcji w Szanghaju (na początku filmu), kiedy Sideswipe przeciął go na pół swoim ostrzem.
- Soundwave – lojalny porucznik Megatrona, który zamienia się w Cybertrońskiego satelitę. Przez cały czas przebywa na orbicie wydając polecenia innym Decepticonom, i pobierając dane z ziemskich komputerów. Potwierdzono, że Frank Welker powróci, by podkładać głos postaci. Ostatecznie jednak nie brzmi on w filmie tak jak w G1, gdyż zrezygnowano z „poprawy” głosu wokoderem.
  - Ravage – transformer-zwierzę, podwładny Soundwave’a, jego postać to jaguar. Soundwave wysyła go na Ziemię w celu odzyskania fragmentu Wszechiskry, strzeżonego przez ludzi. Ginie podczas bitwy w Egipcie, rozerwany przez Bumblebee. Przez gardło może wypuszczać nanoboty transformujące się w kule i łączące w Reedmana.
- Constructicony – roboty zmieniające się w sprzęt budowlany; mogą się łączyć w Devastatora, wielkiego robota przewyższającego siłą nawet Megatrona. Pojawił się pewien problem, bowiem imię wykorzystano już w 2007 r. (jednak twórcy potwierdzili, że był to błąd i robot naprawdę nazywał się Brawl), również imię Bonecrusher, które oryginalnie należało do jednego z Constructiconów zostało już użyte; robot ten zginął w jedynce, a twórcy twierdzą, że nie chcą wskrzeszać nikogo poza Megatronem. Devastator został zniszczony, a klony Constructiconów zginęły podczas walki w mieście.
  - Scavenger – jest bardzo podobny do Demolatora choć ma więcej czerwonych elementów niż Demolator. Zmienia się w Terex O&K RH 400, największą koparkę świata. Nie ma nóg – porusza się na kołach utworzonych z gąsienic. Tworzy tors Devastatora.
  - Rampage – uwielbia walkę przesyconą przemocą i zapachem jego działających układów. Gąsienice jego trybu pojazdu zmieniają się w bicze, którymi potrafi zniszczyć pancerze Autobotów. Wraz z Long Haulem i Mixmasterem udał się na dno oceanu, by wskrzesić Megatrona. Zmienia się w buldożer Caterpillar D9. Tworzy lewą nogę Devastatora.
  - Hightower – transformuje się w dźwig gąsienicowy Kobelco CK2500, tworzy lewą rękę Devastatora.
  - Scrapper – transformuje się w ładowarkę Caterpillar 992G, formuje prawą rękę Devastatora. Scrapper jako część Devastatora został zniszczony przez działo szynowe.
  - Long Haul – nienawidzi faktu, że Decepticony wykorzystują go do transportowania materiałów tylko dlatego, że zmienia się w ciężarówkę (Caterpillar 773B). Dlatego lubi czasem zgubić towar po drodze. Wraz z Mixmasterem i Rampage’em udał się na dno oceanu, by wskrzesić Megatrona. Long Haul formuje prawą nogę Devastatora. Wygląd Long Haula stworzył artysta Josh Nizzi; projekt tak spodobał się Michaelowi Bayowi, że go zatrudnił.
  - Mixmaster – jest elitarnym chemikiem Decepticonów. Całe życie pracował nad różnymi chemikaliami, szczególnie o zabójczych właściwościach. Wraz z Long Haulem i Rampage’em udał się na dno oceanu, by wskrzesić Megatrona. Transformuje się w srebrno-białą betoniarkę Mack, tworzy głowę Devastatora. Jego klon został rozcięty na pół przez Jetfire'a, który następnie odciął mu głowę.
  - Overload – transformuje się w czerwone wozidło przegubowe Dart KW D4661. Razem z Scavengerem tworzy tułów Devastatora (jego dolną część).
  - Dwa Constructicony widoczne w filmie, ale nie pojawiające się w oficjalnej liście Transformerów tworzących Devastatora, więc nieznane są ich imiona. Są to: żółty buldożer Caterpillar D9T, który tworzy nadgarstek i dłoń lewej ręki (łączy się z Hightowerem) oraz żółte wozidło Caterpillar 769D, tworzące razem z Rampage’em lewą nogę Devastatora.
  - Devastator – połączenie wszystkich Constructiconów. Jest wyjątkowo wysoki i porusza się niczym goryl. Bęben Mixmastera formuje głowę i zabójczą turbinę na jego torsie, która zasysa i mieli wszystko, co stanie Devastatorowi na drodze. Potrafi miotać haki pomagające mu we wspinaczce. Ostatecznie został zabity przez eksperymentalne działo kinetyczne, odpalone na rozkaz Simmonsa.
  - Scrapmetal – Constructicon, zmieniający się w koparkę Volvo. Zostaje zabity na dnie oceanu przez Mixmastera i Rampage’a na rozkaz Scalpela, który potrzebował iskry, by ożywić Megatrona. Wydając rozkaz zwrócił się do nich: „Zabić małego!”.
- The Fallen (Upadły) – był jednym z 7 Pierwszych Transformerów stworzonych przez Wszechiskrę. 17 tysięcy lat przed akcją filmu, wraz ze swoimi braćmi, budował urządzenia (Sun Harvestery, dosł. Żniwiarz Słońc), które wysysały energię słońca planety w celu ładowania Wszechiskry. Zdradził on jednak pozostałych 6 legendarnych Prime’ów, i postanowił złamać największą zasadę – nigdy nie niszczyć słońca świata zamieszkanego przez życie. Jego bracia pokonali go ostatecznie. Uwięzili Matrycę Dowodzenia (urządzenie aktywujące Harvestera) w grobowcu, utworzonym z ich własnych ciał. Upadły tysiące lat później przeciąga Megatrona na stronę zła. Fallen widziany jest później na pokładzie Nemesis (statku Decepticonów) gdzie wydaje Megatronowi rozkaz zabicia Optimusa – jedynej istoty która może pokonać Fallena. Kiedy wódz Deceptikonów wykonuje to zadanie, Fallen wyrusza na Ziemię, by ponownie uruchomić Harvestera. Jego alt-modem jest kosmiczny odrzutowiec, choć w filmie się nie pojawia. W ostatnich scenach filmu ginie zabity przez Optimusa z doczepionymi częściami Jetfire'a.
- Alice – tzw. Pretender, robot ukrywający się pod postacią człowieka. Podrywała Sama, by go zabić w odpowiedniej chwili. Została zniszczona przez Mikaelę, gdy ta druga wjechała samochodem (z Pretenderem na masce) w latarnię, rozwalając Decepticona.
- Scalpel – mały pająkowaty robot transformujący się w mikroskop, nazywany także Doktorem. Ożywia Megatrona kawałkiem Wszechiskry. Ma „pomocników” (nanoboty Ravage’a), z których jeden dostał się do ciała Sama i wyświetlił obrazy z jego mózgu. Gdy do pomieszczenia weszły Autoboty, „Doktor” uciekł z niego i przyłączył się do Megatrona (jego ucieczka nie jest pokazana w filmie, jednak można się domyślić po jego powrocie w następnej części serii).
- Reedman – Decepticon cienki jak brzytwa. Miał za zadanie wykraść fragment Wszechiskry strzeżony przez ludzi. Składa się z nanobotów wypuszczonych przez Ravage’a.

### Ludzie
- Samuel „Sam” Witwicky – chłopak z pierwszej części, w której zabił Megatrona (który został wskrzeszony), dostał się do college’u, gdzie dzielił pokój z Leo Spitzem. Po dotknięciu kawałka Wszechiskry zaczął widzieć Cybertrońskie symbole, które wskazywały lokalizację Sun Harvestera (Żniwiarza Słońc).
- Mikaela Banes – dziewczyna Sama z pierwszej części. Posiadała kawałek Wszechiskry (który został wykorzystany do reaktywacji Jetfire'a). Złapała Decepticona Whelliego, którego zaczęła oswajać.
- Seymour Simmons – agent Sektora 7, który został zamknięty (jak uważał, przez Sama i Mikaelę), a Seymour pracował w delikatesach, jednocześnie studiując skradzione przez niego akta dotyczące najstarszych Transformerów żyjących na Ziemi (jak stwierdził „Transformery żyły tu bardzo dawno temu”). Podkradał różne informacje Lea dotyczące robotów (w Internecie występował pod nazwą „Robo-Warrior”).
- Leo Spitz – kolega Sama z college’u. Założył stronę internetową w sieci, miał ze swoimi kolegami rywala o nazwie „Robo-Warrior” (który tak naprawdę nazywał się Seymour Simmons). Nie wiadomo co się z nim stało, gdy zaczął pomagać pilotom helikoptera zestrzelonego przez działo fuzyjne Megatrona.
- William Lennox – generał dowodzący żołnierzami USA.
- Robert Epps – sierżant, dowodzący na polu bitwy żołnierzami. Jego dowódcą był generał Lennox.
- Theodor Galloway – człowiek, który chciał się pozbyć Autobotów i Decepticonów, bo jak sam powiedział: „Sprowadziliście wojnę na nasz świat...”. Powiedział: „Macie ją natychmiast opuścić (Ziemię). Decepticony nie będą nam zagrażały, bo polecą za wami”, a na to Optimus: „Dobrze, jak chcecie żebyśmy opuścili tę planetę, to tak zrobimy. Ale co jeśli się mylisz?”. A na to odpowiedział kapitan Lennox: „To dobre pytanie”. To Galloway mówiąc przez kamerę do gen. Lennoxa gdzie znajduje się Megatron i drugi, ten większy odłamek kości (mniejszy miał Sam, potem dostała go od niego Mikaela), że go „te” Deceptikony nie znajdą. Soundwave, który przechwytywał tę rozmowę, przekazał reszcie Decepticonów zdobyte informacje.

### Pozostali
- Siedmiu Prime’ów – pierwsi Cybertronianie stworzeni przez Wszechiskrę. Pojawili się w umyśle Sama (gdy sądzono, że był martwy) i wyjaśnili mu sekret Matrycy: „Matrycy nie można znaleźć, a tylko otrzymać...”, po czym przywrócili go do życia. W przeszłości walczyli z Upadłym – poświęcili swoje życie, by ochronić Matrycę przed zdrajcą. Na tej stronie można zobaczyć ich twarze, na tej można 1 i 2 Prime'a zobaczyć, a na tej można zobaczyć inne zdjęcia z Transformers 2.
- Aplliance Bots – kilkanaście robotów transformujących się w sprzęt kuchenny. Powstały po tym jak Sam przypadkowo upuścił odłamek Wszechiskry. Wszystkie zostają zabite przez Bumblebee.

## Promocja
Luxoflux opracowało grę wideo opartą na filmie, którą wydała firma Activision. IDW Publishing opublikowało prequelowy komiks zatytułowany Transformers: Destiny, napisany przez Chrisa Mowrya i Alexa Milne’a. Komiks ukazał się w grudniu 2008.
By wprowadzić zamieszanie wśród fanów i nie pozwolić na zbyt szybkie wykrycie dokładnej fabuły filmu, twórcy w trailerach umieszczali niedokończone sceny. Na przykład, w pierwszym trailerze, w którym ukazał się Devastator, brakowało mu niektórych części, nie było także ciężarówki, którą zmiażdżył ręką.

## Muzyka
Muzykę do filmu nagrały m.in. zespoły Nickelback (singel pt: „Burn it to the Ground”) i Linkin Park („New Divide”).

## Nagrody i nominacje

### Oscary za rok 2009
- Najlepszy dźwięk – Greg P. Russell, Gary Summers, Geoffrey Patterson (nominacja)

### Nagrody Saturn 2009
- Najlepszy film SF (nominacja)

### Złota Malina 2009
- Najgorszy film
- Najgorsza reżyseria – Michael Bay
- Najgorszy scenariusz – Ehren Kruger, Roberto Orci, Alex Kurtzman
- Najgorszy remake, sequel lub zrzynka (nominacja)
- Najgorsza aktorka – Megan Fox (nominacja)
- Najgorsza para filmowa – Shia LaBeouf i Megan Fox lub inny Transformer
- Najgorsza aktorka drugoplanowa – Julie White (nominacja)

### Nagrody Satelita 2009
- Najlepszy dźwięk – Ethan Van der Ryn, Erik Aadahl, Geoffrey Patterson, Gary Summers, Greg P. Russell (nominacja)
- Najlepsze efekty specjalne – Scott Farrar, Scott Benza, Wayne Billheimer, John Frazier (nominacja)